# Simon Lüders
Simon Ernst Ploug Lüders, född den 12 juni 1885 i Varberg, död den 11 mars 1969 i Strängnäs, var en svensk präst. Han var dotterson till Lars Olof Stendahl.
Lüders avlade studentexamen 1905, teologisk-filosofisk examen 1910 och teologie kandidatexamen 1913. Han blev adjunkt i Ulrika Eleonora församling i London 1913, pastor vid Församlingshyddan i Göteborg 1914 och komminister i Ösmo församling 1917. Lüders var ständig adjunkt i Strängnäs stads- och landsförsamlingar 1921–1924, kyrkoherde i Jäders och Barva församlingar 1924–1935 samt kyrkoadjunkt i Strängnäs 1935–1954. Han var predikant vid Löts sanatorium 1922–1924 och 1931–1937, vid Sundby sjukhus 1937–1959, syssloman vid Strängnäs domkyrka 1921–1924 och från 1935, kontraktsprost i Domprosteriet 1938–1964. Lüders var confessor  i Societas Sanctae Birgittae 1945–1964. Han blev ledamot av Vasaorden 1942.